# Gullveig
Gullveig (čita se Gulvajg) je u nordijskoj mitologiji vještica i božica zlata, vrlo misteriozna figura. Pripada rasi Vana. Triput je spaljena i triput je oživjela.
Kad je Gullveig jednom došla k Asima, bogovima rata čiji je vođa Odin, oni su ju kopljima natjerali na vatru. Vani su se razbjesnjeli kad su čuli što se dogodilo njihovoj pripadnici. Tako je započeo rat između Vana i Asa.

## Teorije
Budući da je Gullveig tako misteriozna, o njoj postoje razne teorije.
Smatra se da je Hajd (stnord. Heiðr) drugo ime za Gullveig.
Vani i Asi su dvije skupine bogova. Vani predstavljaju plodnost, bogatstvo i miran život, a Asi ratovanje. Gullveig je tipična predstavnica Vana.
Georges Dumézil (1898. – 1986.) smatrao je da postoji paralela između rata Vana i Asa i rata Rimljana i Sabinjana.
Viktor Rydberg (1828. – 1895.) predložio je povezanost između Gullveig i Lokija, boga vatre. U Manjoj ili Kraćoj Voluspi (stnord. Völuspá hin skamma) rečeno je da je Loki pojeo srce neke žene i potom je rodio trolovske žene. Taj pojam označava vještice. Ipak, nije vjerojatno da je to srce pripadalo Gullveig.
Rydberg je vjerovao da je Gullveig na kraju ubio Thor.
Gabriel Turville-Petre (1908. – 1978.) smatrao je da je Gullveig samo drugo ime za božicu Freyju, koja je povezana sa zlatom. Ona je lila zlatne suze za svojim mužem Odom.